# Distretto di Bajančandman'
Il distretto di Bajančandman' è uno dei ventisette distretti (sum) in cui è suddivisa la provincia del Tôv, in Mongolia. Conta una popolazione di 2.173 abitanti (censimento 2007). 